# ČSD-Baureihe M 242.0
Als ČSD-Baureihe M 242.0 wurden zweiachsige Dieseltriebwagen der einstigen Tschechoslowakischen Staatsbahnen (ČSD) für den Verkehr auf Haupt- und Nebenbahnen bezeichnet.

## Geschichte
Nach dem Erfolg der zweiachsigen Turmtriebwagen von Tatra Kopřivnice entwickelte auch ČKD in Prag entsprechende Fahrzeuge für die ČSD. Die Triebwagen ähnelten in ihrer Konzeption den 1932 von Škoda in Pilsen gefertigten Fahrzeugen der ČSD-Baureihe M 222.0. In den Jahren 1933 bis 1940 wurden insgesamt 68 Triebwagen in 7 Serien an die ČSD bzw. BMB-ČMD geliefert.
Nur wenige Fahrzeuge der Baureihe überlebten den Zweiten Weltkrieg. Mit der Indienststellung der neuen Triebwagen der Baureihe M 131.1 wurden diese nach und nach überflüssig und bis 1958 ausgemustert. Einige Wagen wurden noch als Beiwagen umgebaut. Von der Reihe M 242.0 blieb kein Fahrzeug museal erhalten.

## Technische Merkmale
Die Triebwagen waren mit einem unterflur angeordneten Achtzylinder-Dieselmotor von ČKD in Boxeranordnung ausgerüstet. Die Leistungsübertragung erfolgte elektrisch auf beide Achsen. Die technischen Parameter in der Skizze beziehen sich auf die Wagen der 4. Serie aus dem Jahr 1936 (Nummer 27–40). Im Vergleich der einzelnen Serien gab es mehrere Unterschiede; die Motoren der ersten Serie hatten eine Leistung von 130 PS. Später wurde sie auf die Werte 150, 160, 180 bis zu 200 PS gesteigert. Auch in der Leistungsübertragung gab es mehrere Unterschiede. Die Hauptkennwerte des Hauptgenerators und der Fahrmotoren änderten sich bei jeder Lieferung. Es ist auch nicht mehr nachvollziehbar, welche Fahrzeuge mit der elektrischen Leistungsübertragung nach dem System ČKD-RM bzw. dem System ČKD-RV ausgerüstet waren.
Der Wagenkasten der ersten Serie entsprach dem der ČSD-Baureihe M 232.1 und hatte einen Achsstand von 6,2 m. Die Abschrägungen an der Führerhausseite mit dem Achsstand von 7,0 m erschienen erst mit der zweiten Serie. Auch die Fertigung der Wagenkasten änderte sich mehrmals; die Kästen der Wagen Nr. 34–40 aus der 4. Serie sowie die Nr. 52–61 (komplette 5. Serie) wurden bei der Vagonka Studénka hergestellt, die Wagenkästen Nr. 41–51 bei Královopolská. Über die anderen Wagenkästen gibt es keine Belege.
Die größte Änderung zeigte der Triebwagen M 242.026. Er war dieselhydraulisch mit einer Kupplung Bauform Lysholm-Smith ausgeführt. Zum Anfahren wirkte sie wie eine hydrodynamische Kupplung. Nach Erreichen einer bestimmten Geschwindigkeit schaltete der Lokführer eine mechanische Übertragungsstufe. Daraufhin wirkte die Übertragungseinheit wie ein mechanisches Getriebe auf eine Achse.

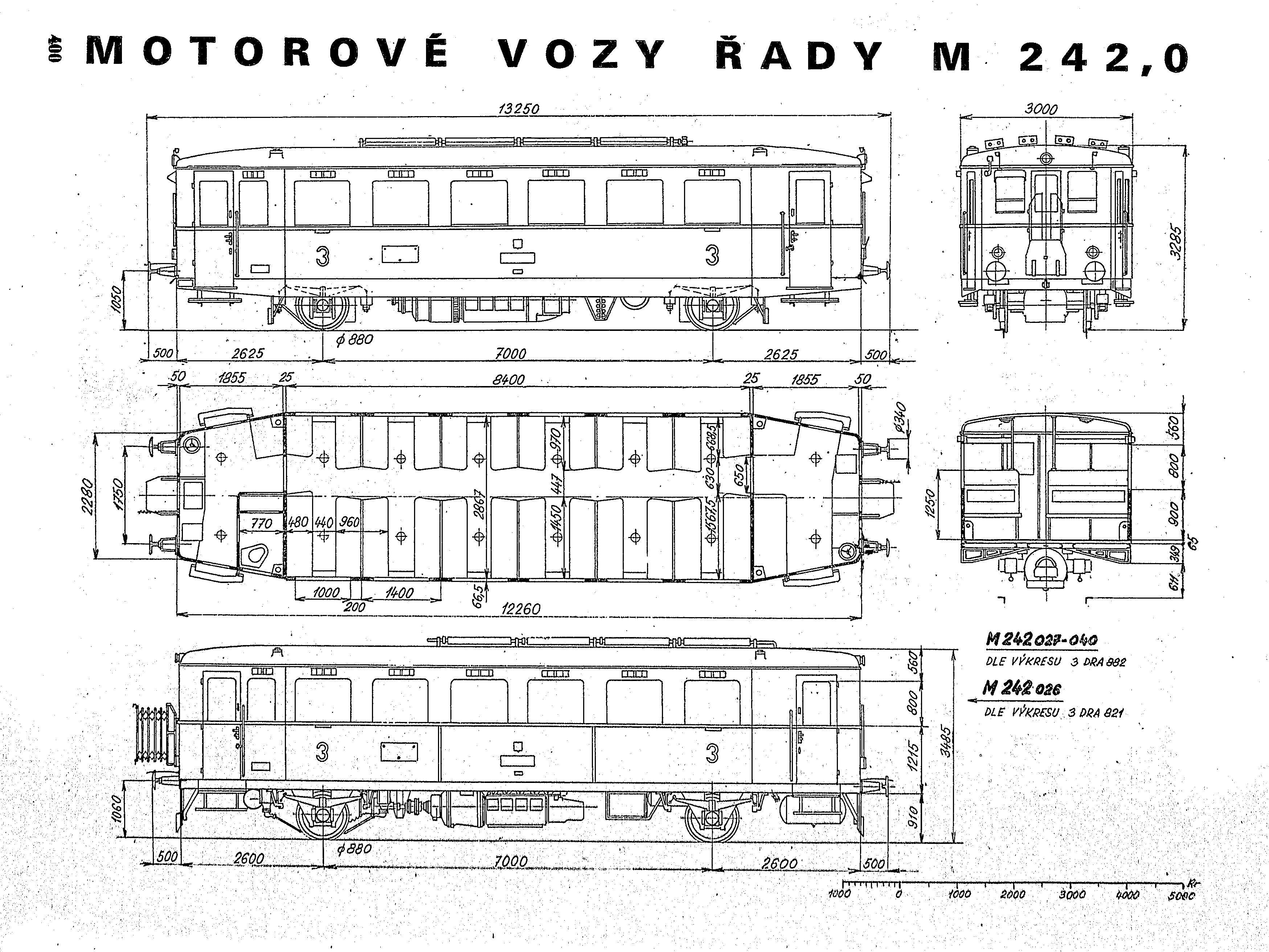
Maßskizze des Dieseltriebwagens M 242.0 der vierten Serie (027 bis 040) und des Wagens der Nummer 026 Quelle: Zeleznicar 1971

Prinzipskizze der Leistungsübertragung nach dem System ČKD-RM

Prinzipskizze der Leistungsübertragung nach dem System ČKD-RV